# زراعة الحدائق

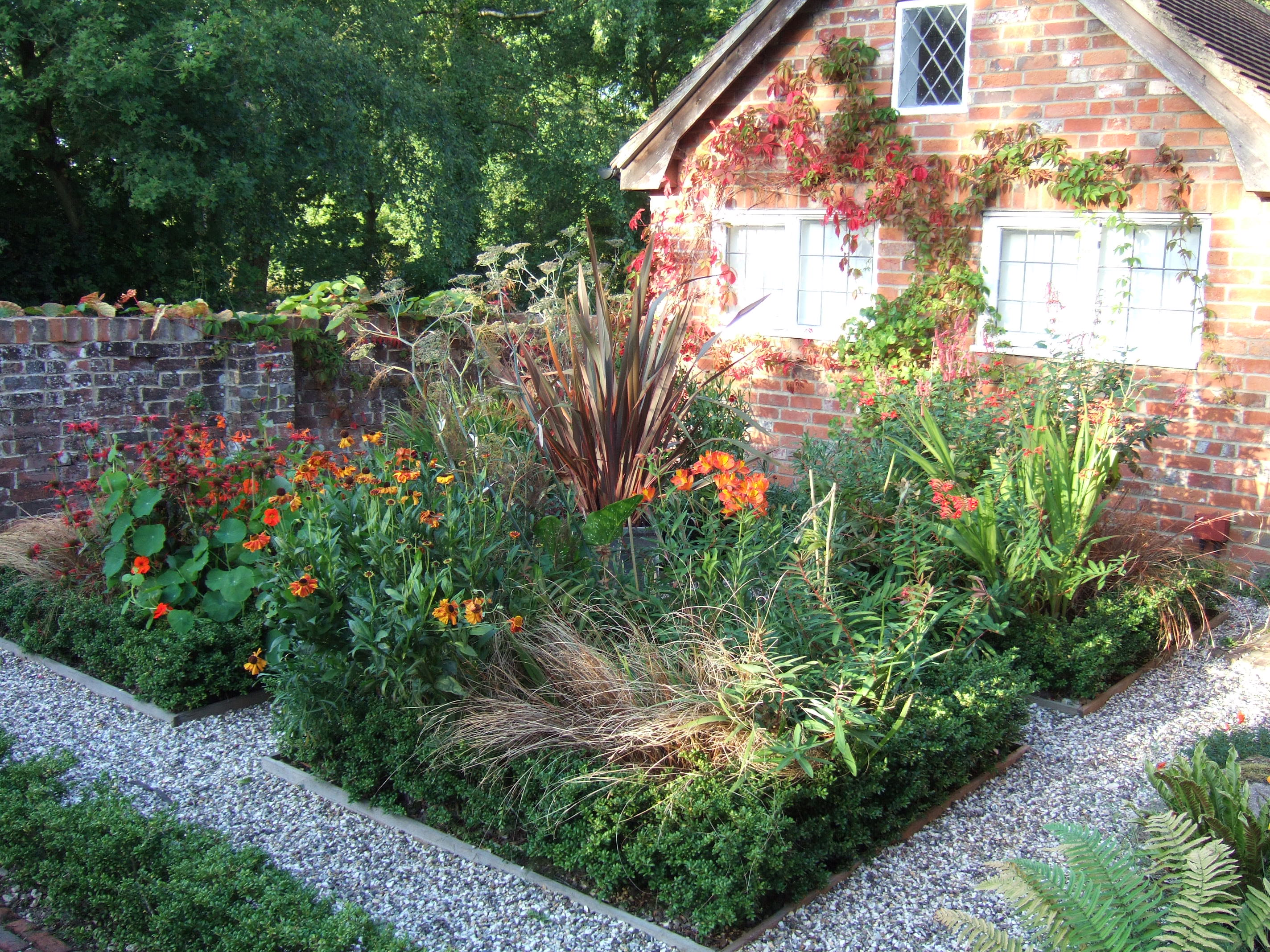
جزء من الروضة في الحديقة الإنجليزية

زراعة الحدائق أو البستنة هي عملية زراعة وحرث الارض لزراعة النباتات كجزءٍ من علم البستنة. في الحدائق، تتم زراعة نباتات الزينة من أجل الأزهار، أوراق الأشجار، أو مظهرها العام، وتُزرع نباتات مفيدة مثل: الخضروات الجذرية، وأوراق الخضروات، والفاكهة، والأعشاب لاستهلاكها، على هيئة أصباغ. أو دواء طبي، أو التجميل. البستاني هو الشخص الذي يقوم بعملية البستنة او تنسيق الحدائق .
وتتدرج زراعة الحدائق في القياس من بساتين الفاكهة إلى طرق طويلة مزروعة بواحدٍ أو أكثر من الأنواع المختلفة من الشجيرات، والأشجار، والنباتات العشبية، إلى فناء سكني يحتوي على المروج ومزروعات أساسية، إلى نباتات في حاويات كبيرة أو صغيرة وتنمو إلى الداخل أو إلى الخارج. ويمكن أن تكون البستنة متخصصة جدًا حيث يتم زراعة نوعٍ واحد فقط من النباتات، أو تتضمن عددًا كبيرًا من نباتاتٍ مختلفة في المزروعات المُختلطة. كما تتضمن المشاركة الفعالة في زراعة النباتات، وتحتاج إلى كثير من العمل مما يجعلها تختلف عن الزراعة أو زراعة الغابات.

## التاريخ

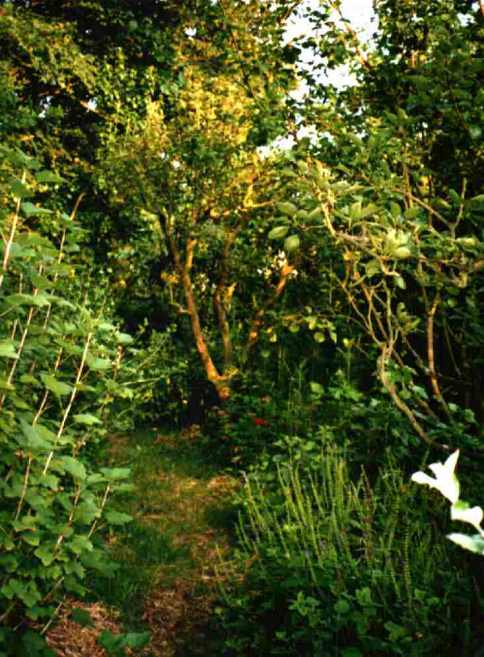
روبرت هارت (Robert Hart) في شروبشاير (Shropshire)، إنجلترا

بستنة الغابات، يعد نظام إنتاج الغذاء النباتي هو الشكل الأقدم للبستنة في العالم. وتشكلت حدائق الغابات عصور ما قبل التاريخ على طول ضفاف النهر تكسوها الغابات وفي التلال الرطبة في الأقاليم الموسمية. وفي عملية تدريجية قامت بها العائلات لتحسين بيئتهم المباشرة، تم تحديد الأشجار المفيدة والأنواع المختلفة من العنب لحمايتها وتحسينها، بينما تم القضاء على الأنواع غير المرغوب فيها. وأخيرًا، تم اختيار الأنواع الأجنبية وخلطها في الحدائق.
بعد قيام الحضارات الأولى، عَمل الأفراد الأثرياء على إنشاء حدائق لأغراضٍ جماليةٍ بحتة. وقدمت الرسومات الموجودة في المقابر المصرية منذ حوالى 1500 سنة قبل الميلاد بعضًا من الأدلة الأولية الملموسة عن علم البستنة التزييني وتصميم المناظر الطبيعية حيث وصف المصريون مستنقعات اللوتس التي يحيط بها صفوف متناظرة من السنط والنخيل. وقد عُرفت حدائق الزينة في العصور القديمة، وأشهر مثال على ذلك هوحدائق بابل المعلقة، بينما توجد في روما القديمة العشرات من الحدائق. وتُعد حدائق بابل المعلقة أحد مواقع التراث العالمي (World Heritage Site) وواحدةً من عجائب الدنيا السبع في العالم القديم.
وقد تواجدت حدائق الزينة بشكلٍ كبير منذ مصر القديمة، عندما استخدمها الأثرياء للظل. وقد ربط المصريون الأشجار والحدائق بالآلهة حيث آمنوا بأن آلهتهم تَسعَد بالحدائق. وبشكلٍ عام كانت الحدائق في مصر القديمة تُحاط بجدران وأشجار زُرِعت في صفوف. ومن بين الأنواع المزروعة التي كانت أكثر شيوعًا في الاستخدام: النخل، والجميز، وشجر التين، وأشجار الجوز والصفصاف وكانت هذه الحدائق تدل على الوضع الاجتماعي والاقتصادي المرتفع. إضافةً إلى ذلك، فقد زرع المصريون القدماء الكروم لأن النبيذ كان دليلاً على رقي الطبقة الاجتماعية. أما عن الورود، والخشخاش، والأقحوانات، وسوسن الزهرة فقد وجدت كذلك في حدائق المصريين.
وقد اشتهر الآشوريون بحدائقهم الجميلة. وهى تميل إلى أن تكون واسعةً وكبيرة، وقد استُخدَم بعضها من أجل لعبة الصيد (بنفس الشكل الذي تتطلبه اللعبة في الوقت الحالي)، بينما استخدم البعض الآخر كحدائق ترفيهية. وتُعد أشجار السرو والنخيل من أكثر أنواع الأشجار المزروعة. ويُعتَقد أنه عندما دُمرت الإمبراطورية الآشورية، أقيمَت بابل كإمبراطوريةٍ ذاعت شتهرتها بـفضل الحدائق المعلقة.
وتميزت الحدائق الرومانية القديمة بتماثيلها ومنحوتاتها والتي لم تخلُ منها حياة الرومان. وقد أحاطت بهذه الحدائق سياج ونباتات معرشة، واحتوت على تنوعٍ كبيرٍ للأزهار بما في ذلك نبات الأقنثوس، والقنطريون العنبري، والزعفران، وبخور مريم، وزهرة الياقوتية، والسوسن، واللبلاب، والخزامي، والزنابق، والريحان، والنرجس، والخشخاش، وإكليل الجبل، والبنفسج. واشتهرت أحواض الزهور في باحات الأغنياء من الرومان.

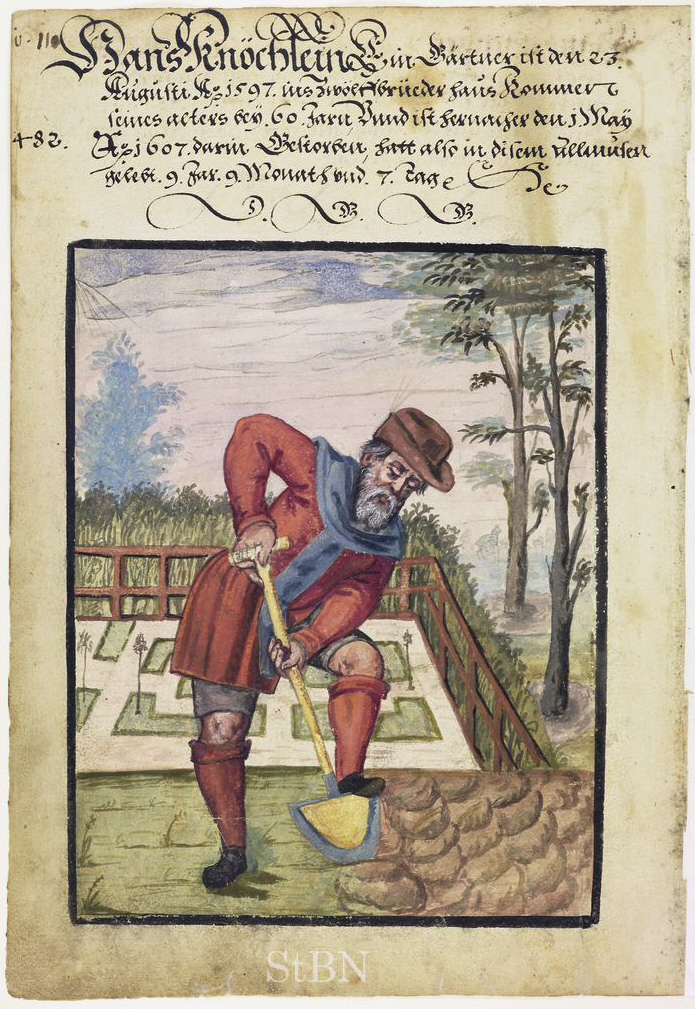
بستاني في العمل، عام 1607

وقد مثّلت العصور الوسطى فترة انحدار فيما يتعلق بالبستنة. بعد سقوط روما، أقيمت أعمال البستنة فقط من أجل غرض زرع الأعشاب الطبية و/أو تزيين مذابح الكنيسة.
بُنيت الحدائق الإسلامية عقب نموذج الحدائق الفارسية، وأحاطت بها الجدران، وقسمتها المجاري المائية إلى أربعة أجزاء. وكان من الشائع أن يحتوي مركز الحديقة على بِركَة صغيرة أو سرادق. وتميزت الحدائق الإسلامية بالفسيفساء والبلاط اللامع الذي يزين قنوات تصريف المطر والنافورات التي بُنيت في هذه الحدائق.
وفي أواخر القرن الثالث عشر، بدأ الأوروبيون الأغنياء في زراعة الحدائق بغرض الترفيه وللحصول على الأعشاب الطبية والخضراوات. وأحاطوا الحدائق بجدرانٍ لحمايتها من الحيوانات ولتوفير العزلة. وخلال القرنين التاليين، بدأ الأوروبيون يزرعون المروج ويشيدون مزهرات وتعريشات من الورود. وكانت أشجار الفاكهة شائعةً في هذه الحدائق وكان هناك أيضًا مقاعدًا عُشبية في بعضها. في الوقت ذاته، كانت الحدائق في الأديرة مكانًا لزراعة الورود والأعشاب الطبية، ولكن كان هناك أيضًا مساحةً حيث يستطيع الرهبان الاستمتاع بالطبيعة والاسترخاء.
وكانت الحدائق في القرن السادس عشر والسابع عشر متناسقة ومتناسبةً ومتوازنة مع مظهرٍ أكثر كلاسيكية. وقد بُنيت معظم هذه الحدائق حول محور مركزي وتقسمت إلى أجزاءٍ مختلفة باستخدام السياج. وعادةً، كانت المزهرات توضع في مربعاتٍ بالحديقة ويفصل بينها ممرات من الحصى.
وقد زُينَت الحدائق في عصر النهضة بالمنحوتات والتوبيارى والنافورات التي تحتوي غالبًا على نكات مرتبطة بالماء. في القرن السابع عشر، أصبحت الحدائق ذات التصميم الرسمي في الإطار المربع شعبيةً، جنبًا إلى جنب مع سياج المتاهات. خلال هذا الوقت، بدأ الأوروبيون يزرعون ورودًا جديدةً مثل: زهور الأقحوان، ونبات القطيفة، وزهرة الشمس.
في القرن الثامن عشر، ظلت الحدائق امتيازًا محفوظًا للطبقات العليا. وقد كانت مُحَوَطةً طبيعيًا بدون الحاجة إلى أي جدران. تحتوي حدائق هذا القرن عادةً على شجيرات الكهوف، وسرادقات، وكباري، ومبانٍ مزخرفة مثل المعابد الصورية. وبحلول القرن التالي، أصبحت الحدائق متاحةً للطبقة المتوسطة أيضًا. وفي عام 1804، تشكل المجتمع البستاني أيضًا. واحتوت حدائق القرن التاسع عشر على نباتاتٍ مثل الشجرة دائمة الخضرة (monkey puzzle) أو (Araucaria araucana) أو صنوبر تشيلي. وهذا هو الوقت الذي تطور فيه أيضًا نمط الحدائق المسمى «بأسلوب زراعة مصمم (gardenesque)». وعَرضت هذه الحدائق تشكيلةً واسعةً من الزهور في مساحةٍ صغيرةٍ نوعًا ما. ازدادت شعبية حدائق الصخرة في القرن التاسع عشر.

## الأنواع

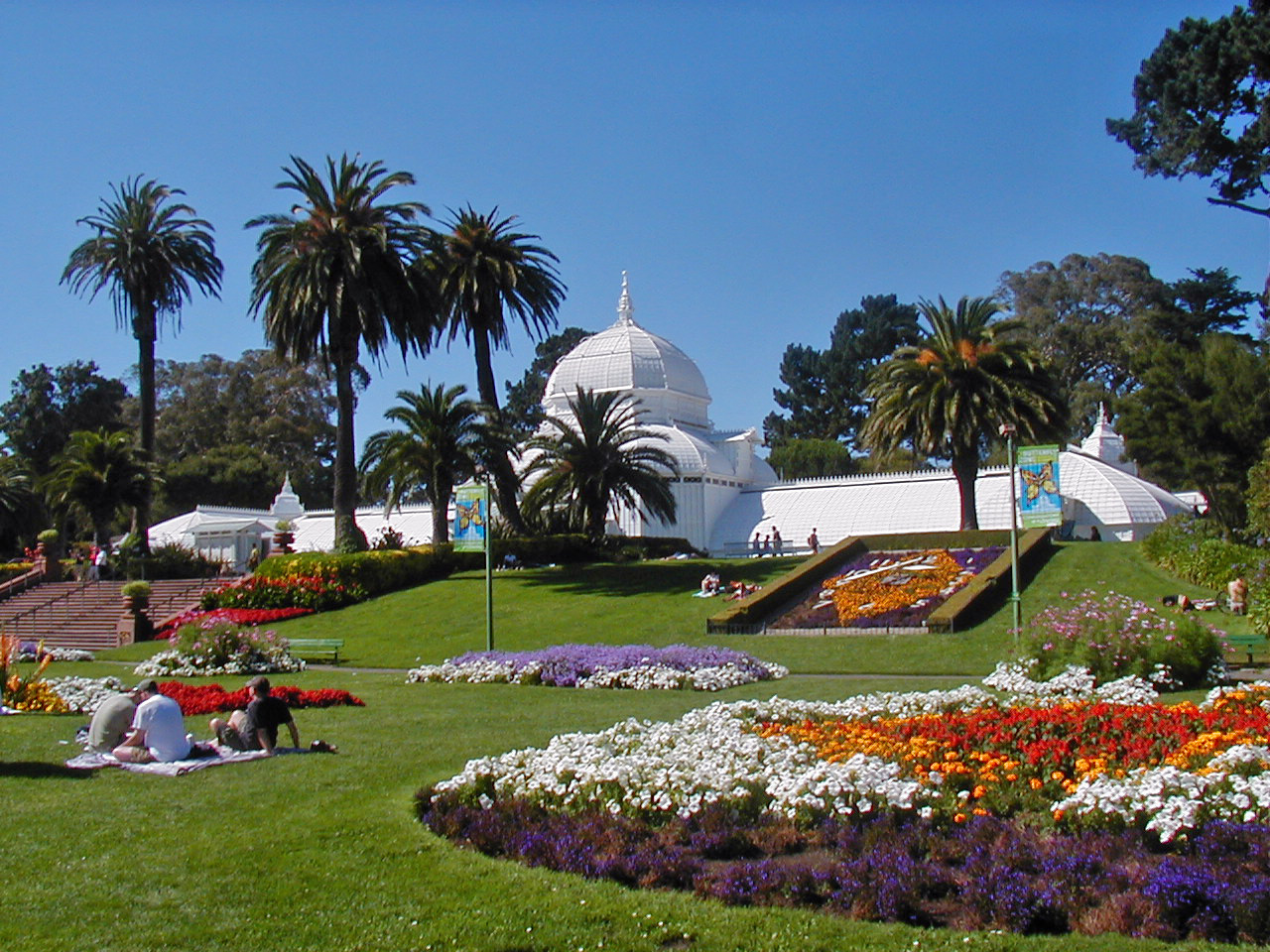
الزهور التحفظية في حديقة جولدن جيت (Golden Gate)، سان فرانسيسكو(San Francisco)

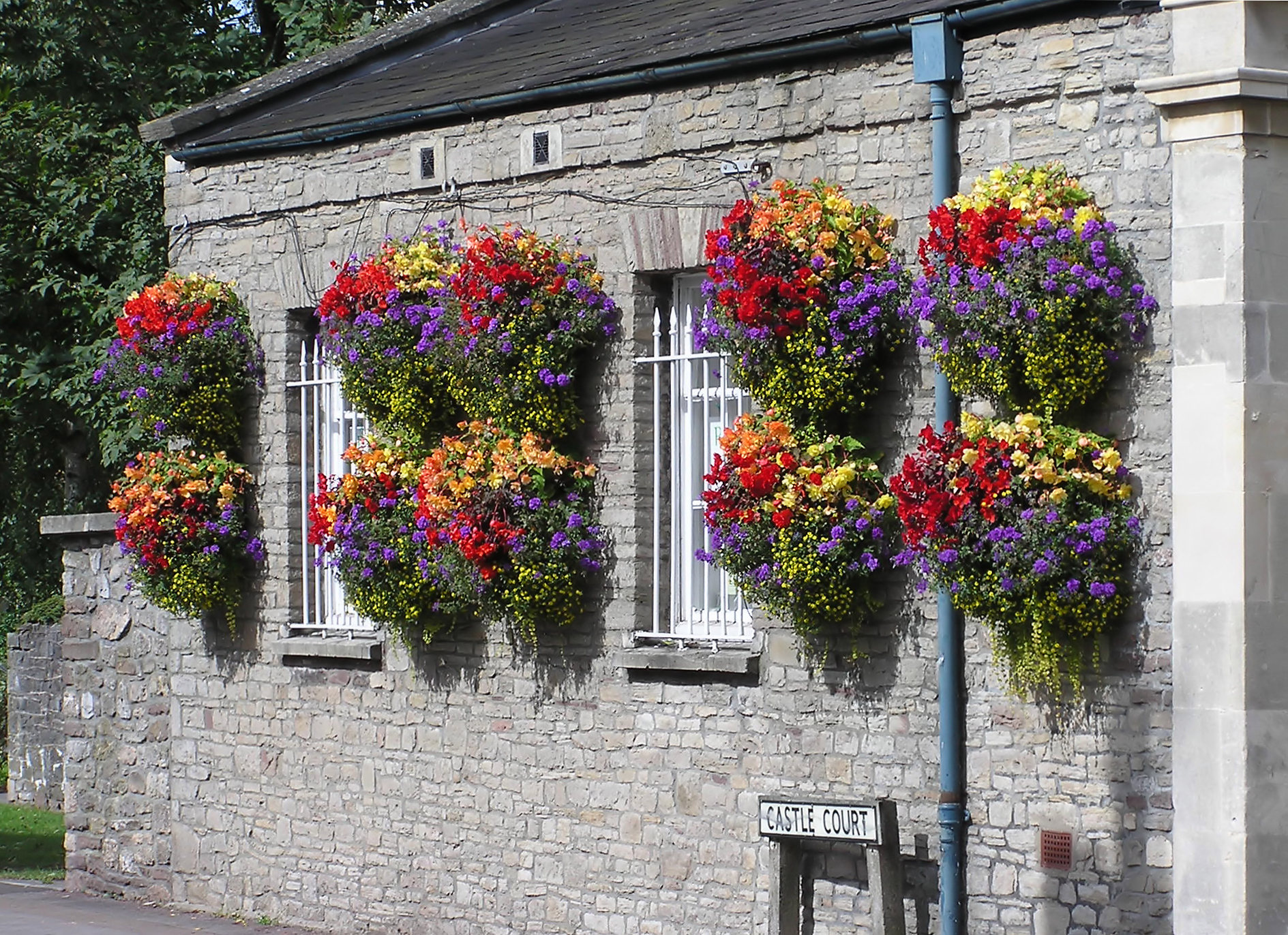
سلال معلقة في ثورنبيري (Thornbury)، جنوب جلوسيسترشاير (Gloucestershire).

يتم الحدائق السكنية في مساحةٍ قريبة من المنزل، يُشار إليها باسم الحديقة. وبالرغم من أن الحديقة تقع عادةً بالقرب من المسكن، إلا إنها قد تقع على السطح، أو في المساحة الواسعة المفتوحة (atrium)، أو على الشرفة، أو في صندوق النافذة، أو في الفناء، أو الحظيرة.
وتتم عملية البستنة أيضًا في المساحات الخضراء غير السَكنية مثل: المتنزهات أو الحدائق العامة أو شبة العامة (الحدائق النباتية، أو حدائق الحيوان)، أو متنزه للتسلية، ومدن الملاهي، وعلى طول ممرات النقل، وحول مناطق الجذب السياحي، وحديقة الفنادق. في هذه المواقف، يعمل طاقم من البستانيين أو حراس الأرض على المحافظة على الحدائق.
- تتعلق البستنة الداخلية بزراعة نباتات منزلية في السكن أو البناء في مستنبت نباتات، أو في الصوب الزجاجي. وتندرج البستنة الداخلية أحيانًا كجزءٍ من تكييف الهواء أو نُظم التدفئة.
- وتهتم بستنة النباتات الأصلية باستخدام النباتات الأصلية (المستوطنة) ولكن لا يقصد بذلك إنشاء موطن حياة برية يهدف ذلك إلى إنشاء حديقة تتناسب وتتكيفٍ مع منطقةٍ معينة. وعادةً، يقلل هذا النوع من البستنة استخدام المياه والصيانة وتكاليف التسميد، بينما يُزيد من الاهتمام بـالحيوانات الأصلية.
- تهتم الحديقة المائية بزراعة نباتات تتكيف مع البرك والأحواض. وتُعتبر حدائق المستنقع نوعًا من الحدائق المائية. ويتطلب كل هذا شروطًا واعتباراتٍ خاصة. قد تتكون الحديقة المائية البسيطة فقط من حوضٍ يحتوي على الماء والنباتات. في حرفة ترتيب النباتات والأحجار داخل حوض السمك (aquascaping)، تنشأ الحديقة داخل خزان حوض السمك (aquarium).
- تهتم الحدائق الحاوية بزراعة النباتات في أي وعاء سواء بالداخل أو بالخارج. والحاويات الشائعة هي: الأواني والسلال المعلقة وأحواض الشجر. وتُستَخدم الحدائق الحاوية عادةً في المساحات الواسعة المفتوحة، وعلى الشرفات، والباحات، وقمم الأسطح.
- ويتخصص السماد العضوي في زراعة النباتات على أكوام من الخشب المتعفنة كشكلٍ من أشكال البستنة فيما يشبه شكل الأسرة وتسميدها على الطبيعة.[5] في الإنجليزية كلمة مستعارة من الألمانية، وتعني «حديقة التلة». اعتبر توبي هيمنواي (Toby Hemenway)، أستاذ ومُؤلف الزراعة المستديمة، أن الأغصان المدفونة في الخنادق هي شكل من أشكال السماد العضوي المُشار إليه بالغصن الميت التضاريس.[6] وقد مارس سيب هولزر (Sepp Holzer) استخدام السماد العضوي كوسيلة من وسائل بستنة الغابات والزراعة المختلطة بالغابات، وحَسَبه جيف لوتون (Geoff Lawton) كوسيلة من وسائل زراعة الأراضي الجافة وتخضير الصحراء.[7] عند استخدام السماد العضوي كطريقةٍ للتخلص من كمياتٍ كبيرة من النفايات الخشبية والحطام الخشبية، فإنه يكمل عزل الكربون.[5] وهو أيضًا شكلٌ من أشكال تقليل الحاجة من المياه الإضافية للري.
- الحديقة الاجتماعية هي نشاط مجتمعي حيث يزرع مجموعة من الناس مساحة من الأرض، موفرين بذلك الحصول على منتجات ونباتات طازجة بالإضافة إلى الحصول على عملٍ مُرضي، وتحسين الحي، والإحساس بالانتماء للمجتمع، والاتصال بالبيئة.[8][9] وعادةً، تمتلك الحكومات المحلية أو المنظمات غير الربحية بالثقة الحدائق الاجتماعية.[10]
- الحديقة المشتركة يتقاسم فيها مُلاك الأراضي مع البستانيين الذين هم بحاجة إلى الأرض. وهذه الحدائق المشتركة، عادةً الأمامية أو الخلفية في الساحات، تُستخدم لإنتاج الطعام الذي يُقَسم بين الطرفين.

## البستانيون

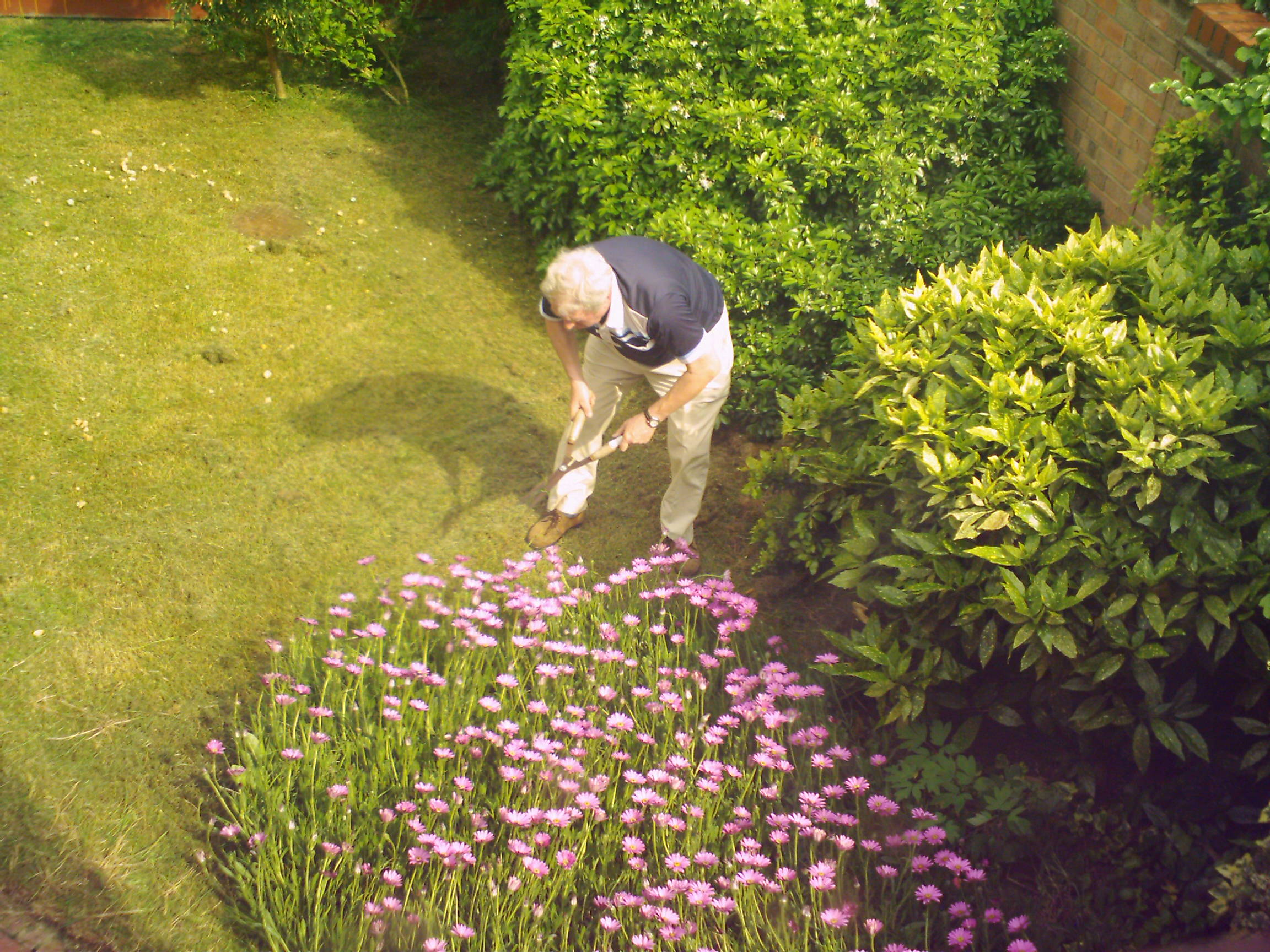
البستاني

البستاني هو أي شخص يشارك في البستنة، يمكن القول بأنها الوظيفة الأقدم، من هاو في الحديقة السكنية أو صاحب المنزل الذي يوفر طعام العائلة مع حديقة نباتية أو بستان، إلى موظف في مشتل أو الرئيس البستاني في العقارات الكبيرة.
يُستخدم مصطلح البستاني أيضًا ليصف مصممي الحديقة ومصممي المناظر الطبيعية الذين يشاركون بشكلٍ رسمي في تصميم الحدائق بدلاً من الجوانب العملية للبساتين.
و

## الإكسسوارات
وقد تُؤَدَى البستنة على مستوى مهني، أو كهواية، أو لأسبابٍ علاجية. وتتوفر مجموعة كبيرة من الإكسسوارات في السوق من أجل كلاً من البستاني المحترف والهُواة لممارسة قدراتهم الإبداعية. وتساعد هذه الإكسسوارات في تزيين المساحات المختلفة بالحديقة مثل: الممرات، والأحواض التي تشبه الأسِرّة، وأي مناطق أخرى.
الموقع والحجم والميزانية كلها خصائص يجب أن تؤخذ في الاعتبار عند اختيار الإكسسوارات لتحسين ديكور حديقة. وتُصنع الإكسسوارات من مواد ٍمختلفةٍ مثل: النحاس، والحجر، والخشب، والخيزران، والمعادن، والفولاذ المقاوم للصدأ، والطين، والزجاج الملون، والخرسانة، والحديد، ويحدد الطقس الذي تقع فيه الحديقة أي المواد ستعمل بصورةٍ أفضل لضمان الحفاظ على الإكسسوار لفترة أطول.
ويضيف تزيين الحديقة بالإكسسوار المناسب الشخصية والجمال، واعتمادًا على الوضع، سيوفر الديكور المُختار وظائفًا بالحديقة. وعلى سبيل المثال، تعمل الطرق على الوصول إلى الحديقة، ويمكن إلى حدٍ ما تزيينها باستخدام مواد مختلفة مثل: إبر الصنوبر، أو رقائق الخشب، أو الأحجار، أو الطوب. وأيضًا، تحتوي الخلفيات على جدرانٍ وأسوارٍ وسياج التي تعمل على توفير الخصوصية. وعلاوةً على ذلك، فإنها تُخفي المناطق القبيحة وأيضًا تُظهر المناظر المرغوبة.
وتُزيد التعريشة، والعرش، والأقواس من الارتفاع. وتُستخدم التعريشات في تسلق الزهور والكرومات، أو لإنشاء حديقة عمودية للفاكهة الصغيرة والخضراوات، بينما يمكن وضع العرش والأقواس في أماكن الممرات أو طريق الدخول. ويوفر هذا النوع من البناء عمقًا إضافيًا للمشهد.
ولهؤلاء الذين يستمتعون بحدائقهم في أي وقت، يوجد إكسسوار ليلي وهو يشمل الشمعة، والفوانيس، ومصابيح الزيت، ومشاعل الفناء والأنوار.
وتعد المغذيات، ومغذيات الطائر الطنان، وأحواض الطيور هي خيارات جيدة لجذب الطيور لزيارة حديقة أحدهم وأيضًا تعمل كَحُلي جيدة.
ويجب استخدام إكسسوارات كبيرة مثل: مقاعد، ونافورات المياه، وأشكال الأحجار، والجرارات، والتماثيل بكمياتٍ ضئيلة حتى لا تتسبب في مظهر فوضوي. وتأتي النافورات في أشكالٍ عدة تتراوح ما بين التقليدية والحديثة. ولا يمثلون فقط جزءًا من الديكور، ولكن لديهم أيضًا تأثيرًا مهدئًا. وقد صُنع بعضها من ألياف زجاجية مما يجعلها خفيفة في الوزن ومقاومة للطقس. وهناك أيضًا نافورات تعمل بـالطاقة الشمسية مع وجود لوحة الطاقة الشمسية التي يمكن وضعها في الشمس، بينما توضع النافورة في الظل.
و
ويمكن الوضع في الاعتبار إكسسوارات أخرى مثل: أجراس الحديقة، ورانية الحديقة، وأوتاد الحديقة، وأوعية الشماعات، والمغازل، ودواليب الهواء التي تساعد على تحسين مظاهر الديكور المختلفة.

## إدارات الحدائق والمراكز
تبيع إدارات الحدائق والمراكز نباتات ومواد متنوعة وإكسسوارات الحديقة بشكلٍ أساسي، ولكن في الآونة الاخيرة،[متى؟] أدخر العديد الآن المنتجات الترفيهية المتنوعة في الهواء الطلق مثل المنتجعات الصحية، والأثاث، وحفلات الشواء. وتحتوي العديد من مراكز الحدائق الآن على العديد من قاعات الطعام، وأقسام للملابس والهدايا، والحيوانات الأليفة، وأدوات طاقة. ويوجد أيضًا عددًا من مراكز الحديقة على الأنترنت والتي تقوم بالتوصيل مباشرة إلى أبواب العملاء.[بحاجة لمصدر]

## مقارنة مع الزراعة
تعد البستنة للجمال تقريبًا قديمةً قِدَم الزارعة لأجل الطعام، لكن بالنسبة لمعظم التاريخ بالنسبة لغالبية الناس، لم يكن هناك تمييزًا حقيقيًا، حيث تغلبت الحاجة إلى الطعام والمنتجات الأخرى المفيدة على الاهتمامات الأخرى. ولا يمكن تمييزه زراعة الكفاف (يسمى مجرفة الزراعة) إلى حدٍ كبير عن البستنة. ويمكن وصف زراعة فلاح من بيرو لرقعة من البطاطا أو زراعة أيرلندي صاحب حيازات صغيرة من أجل الاستخدام الشخصي بأنها حديقة أو مزرعة. تطورت البستنة لدى الناس متوسطة الحال كمفهومٍ مستقل، مع مزيد من الاهتمام بالجماليات والترفيه تحت تأثير الحدائق الترفيهية للأثرياء. وفي الوقت ذاته، فقد تطورت الزراعة (في الدول المتقدمة) في اتجاه الزراعة التجارية، واقتصاديات الحجم، وزراعة المحصول الواحد.
فيما يتعلق بغرض إنتاج الغذاء، تتميز البستنة عن الزراعة بشكلٍ كبيرٍ في الحجم والقصد. تحدث الزراعة على نطاقٍ واسع، ومع إنتاج السلع القابلة للبيع كدافع رئيسي وتتم البستنة على نطاقٍ أصغر، في المقام الأول من أجل المتعة، وإنتاج السلع لعائلة البستاني نفسه أو مجتمعه. هناك بعض التداخل بين المصطلحين، ولاسيما أن بعض الخضراوات متوسطة الحجم ذات الصلة متزايدةً، غالبًا تسمى سوق البستنة، يمكن أن تناسب كلا الفئتين.

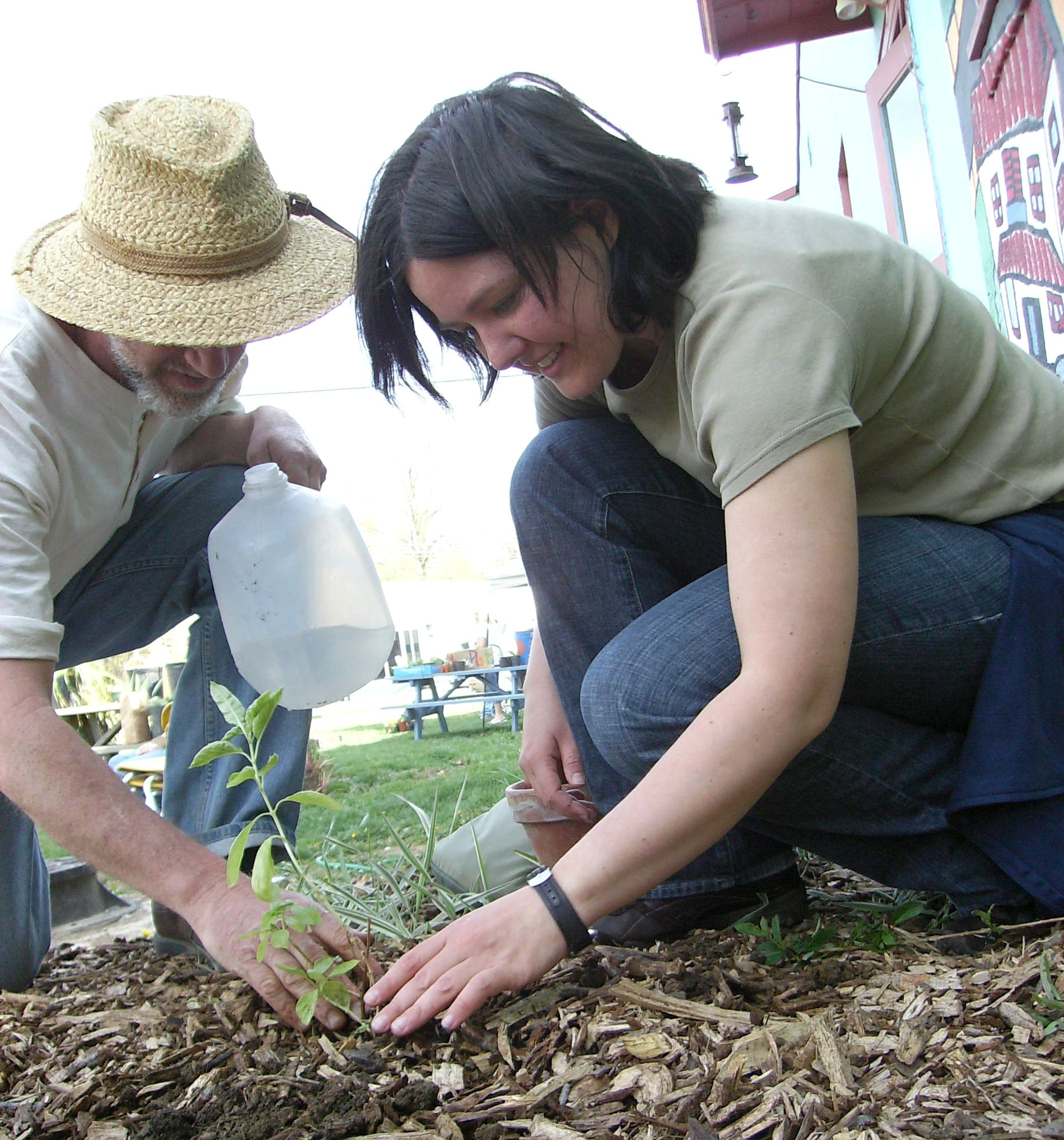
الزراعة في الحديقة

التمييز الرئيسي بين البستنة والزراعة هو على نطاق ٍواحد؛ فالبستنة يمكن أن تكون هواية أو موفرة للدخل، في حين أن الزراعة بصفة عامة يمكن فهمها على أنها نشاط بدوامٍ كامل أو تجاري، وهي التي تنطوي عادةً على مزيدٍ من أراضي وممارسات مختلفة تمامًا. والفارق الوحيد هو أن البستنة كثيفة العمالة وتوظف القليل جدًا من البنية الرأسمالية الأساسية، وأحيانا لا تزيد عن عدد قليل من الأدوات مثل: مجرفة، وفأس، وسلة، ومرش. وعلى العكس، تشتمل الزراعة في نطاقٍ أوسع على: أنظمة الري، والأسمدة الكيميائية، وحصادات، أو على الأقل سلالم للوصول مثلاً إلى أشجار الفاكهة. ورغم ذلك، فقد أصبح هذا التمييز ضبابيًا مع الاستخدام المتزايد لأدوات الطاقة حتى في الحدائق الصغيرة.
وبالرجوع جزئيًا لشدة العمل والدوافع الجَمَالية، تعتبر البستنة غالبًا أكثر إنتاجيةً في وحدة الأرض من الزراعة.[بحاجة لمصدر] في الاتحاد السوفيتي، يأتي نصف الإمدادات الغذائية من قطع الأراضي الصغيرة للفلاحين في المزارع الجماعية الضخمة التي تديرها الحكومة، على الرغم من كونها قطعًا صغيرة من الأرض. ويجادل البعض بأن هذا دليلاً على تفوق الرأسمالية حيث يستطيع الفلاحين بيع إنتاجهم. ويعتبرها البعض الأخر دليلاً على مأساة العامة، منذُ أُهملت في كثيرٍ من الأحيان القطع الجماعية الكبيرة، أو أُعيد توجيه الأسمدة أو المياه إلى الحدائق الخاصة.
وفى بعض الأحيان، يُستخدم مصطلح الزراعة الدقيقة لوصف البستنة باستخدام التكنولوجيا الوسيطة (الكثير من الأدوات، والأقل من حصادات)، خاصةً في الأصناف العضوية. وقد زادت فعالية البساتين لتطعم قرى كاملة بها أكثر من 100 شخص من قطع أراضي متخصصة. البديل هو حديقة المجتمع التي تقدم قطع أرض لسكان الحضر؛ انظر أيضًا في التخصيص (البستنة).

## الحدائق كفن

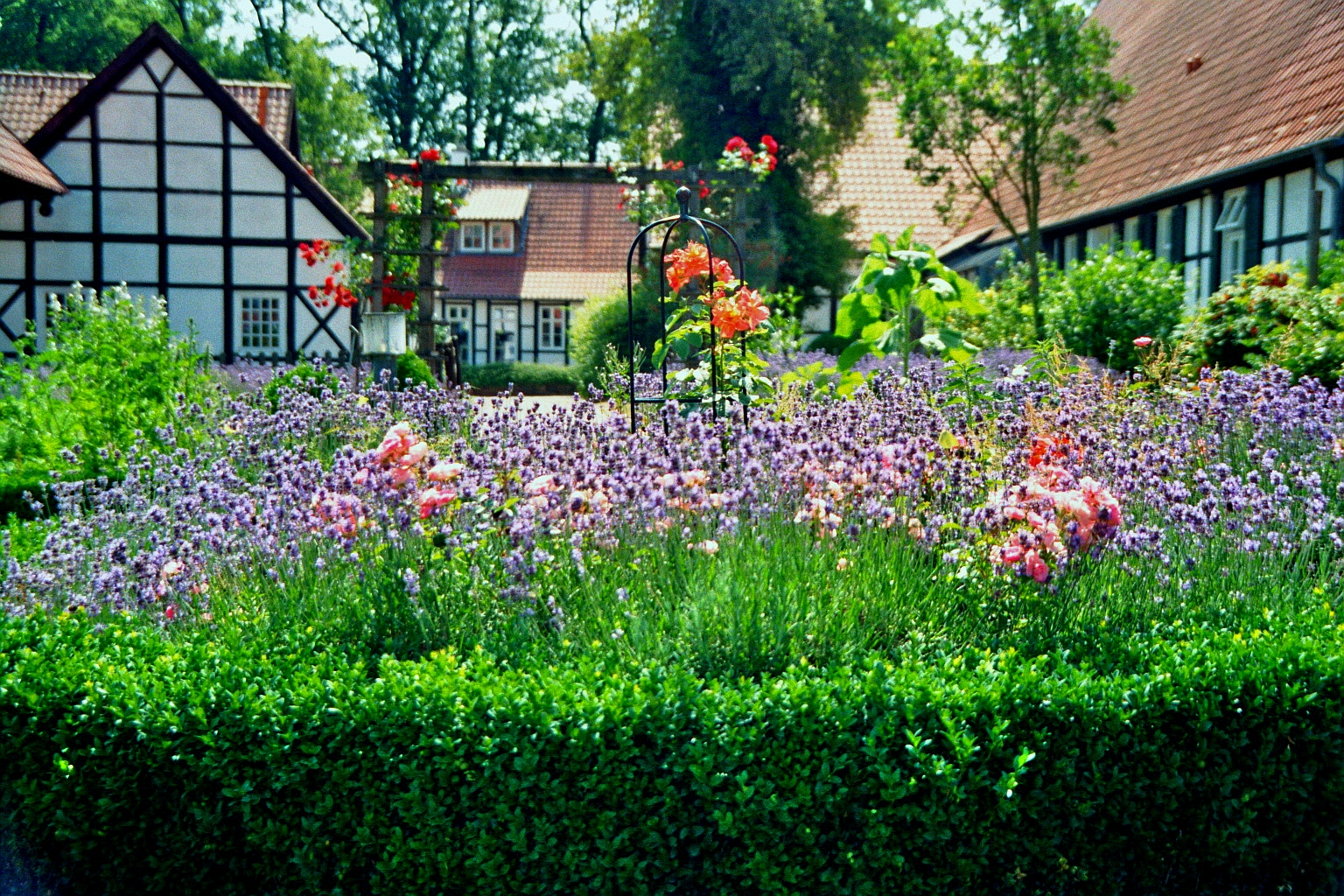
حديقة في شاتنهوف (Schultenhof) في ميتنجن (Mettingen)، شمال الراين-وستفاليا (North Rhine-Westphalia)، ألمانيا

يعتبر تصميم الحديقة فنًا في معظم الثقافات، وهو يختلف عن البستنة التي تعني عامةً صيانة الحديقة وقد يحتوي تصميم الحديقة على مواضيع مختلفة مثل: النبات المعمر، أو الفراشات، أو الحياة البرية، أو بصل عنقودي ياباني، أو الحديقة الاستوائية، أو حدائق الظل. في اليابان، كان يُطلب ساموراي ورهبان المذهب زن غالبًا لبناء حدائق مُزينَة، أو لممارسة مهارات متصلة مثل تنسيق الزهور المعروف باسم إيكيبانا (ikebana). وفي القرن الثامن عشر بأوروبا، أُعيد تصميم عقارات المدينة باستخدام المناظر الطبيعية للبستانيين في الحديقة الرسمية أو أراضي حديقة خضراء مثل: فرساي (Versailles)، أو فرنسا (France)، أو ستو (Stowe)، أو إنجلترا (England). واليوم، استمر مهندسو المناظر الطبيعية ومصممو الحدائق في إنتاج تصاميم مبدعة فنيًا لأجل مساحات الحدائق الخاصة. وقد أهلت رابطة مصممين المناظر الطبيعية المحترفين مصممين المناظر الطبيعية المحترفين.

## الجوانب الاجتماعية
ويستطيع الناس التعبير عن نظرتهم السياسية أو الاجتماعية في الحدائق، بقصدٍ أو بدون قصد. وقد جرت قضية البستان مقابل الحديقة في التخطيط العمراني حيث إن المناظرة حول «أخلاقيات الأرض» لتحديد استخدام الأرض، وإذا كان يجب تطبيق فرط علماء حفظ الصحة لوائح (مثل، مكافحة الحشائش)، أم يجب السماح ببقاء الأرض على طبيعتها البرية بصفةٍ عامة. في قضية كندا لـميثاق حقوق، «ساندرا بيل (Sandra Bell) مقابل مدينة تورونتو (City of Toronto)»، عام 1997، أُيد الحق في زراعة جميع الأنواع الأصلية، حتى أكثر الأنواع التي تعتبر ضارة أو مثيرة للحساسية كجزءٍ من حرية أبداء الراي
وتضم البستنة المجتمعية مجموعة واسعة من المناهج لتقاسم الأراضي والحدائق.
ويحيط الناس بيوتهم وحدائقهم عادةً بسياج. الشائع من النباتات المحاطة هو الحناء، والزعرور، والزان، ونبات اليو، وليلاند السرو، والشوكران، وشجرة الحياة، وبرباريس، وشمشاد، وهولي، ودفلي، وفورسيثيا وخزامي. ولا يفضل من يستمتعون بالخصوصية فكرة الحديقة المفتوحة بدون سياج. وهذا يعد ميزة في حياة البرية المحلية بتوفير منازل للطيور والحيوانات والنباتات البرية
وقد انتشرت حركة المأكولات البطيئة في بعض البلدان لإضافة ساحات مدرسية قابلةً للأكل بها وحديقةً تابعة للفصول في المدارس مثلما في فيرغوس (Fergus)، أونتاريو(Ontario) حيث أُضيفت هذه إلى مدرسةٍ عامة لزيادة فصول المطبخ الدراسية. وترتبط الحدائق المشتركة، حيث يسمح ملاك الأرض الحضريين للبستانيين بالزراعة في ملكيتهم في مقابل حصولهم على حصة من المحصول، بالرغبة في التحكم في جودة طعام أحدهم، وإعادة الاتصال بالتربة والمجتمع.
في استخدام الولايات المتحدة وبريطانيا، يسمى إنتاج نباتات الزينة حول المباني المناظر الطبيعية، أو صيانة المناظر الطبيعية، أو الحفاظ على الأرض، بينما يَستَخدِم الاستخدام الدولي مصطلح البستنة لأجل أنشطة مماثلة.
يكتسب مفهوم «الحدائق الخضراء» التي تشمل زراعة النباتات باستخدام الأسمدة العضوية والمبيدات الحشرية شعبيةً أيضًا، لذلك فإن عملية البستنة - أو الزهور والفواكه المنتجَة بالتالي - لا تؤثر سلبًا على البيئة أو صحة الناس بأي شكلٍ من الأشكال.

## آفات الحديقة

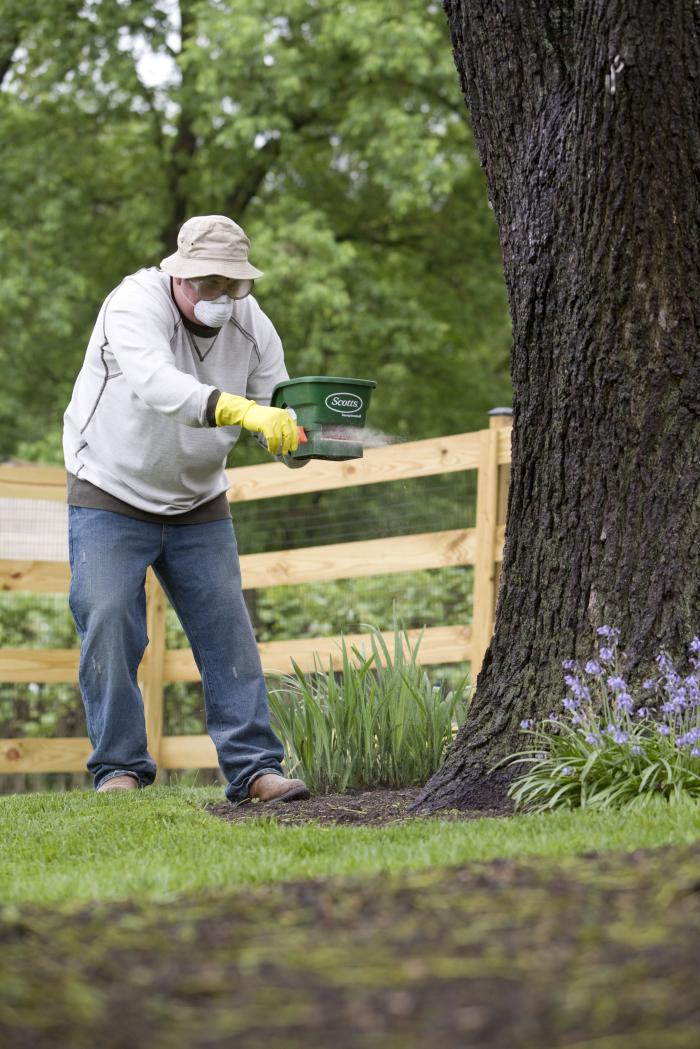
قائمًا يرتديأداة واقية ويرش المبيدات

آفة الحديقة بصفةٍ عامة هي حشرة، نبات، أوحيوان يقوم بعملٍ يعتبره البستاني غير مرغوب به. وقد يزاحم النباتات المرغوب فيه، أو يعكر التربة، أو يعوق نمو الشتلات الصغيرة، يسرق أو يتلف الفواكه، أو على خلاف ذلك، فقد يقتل النبات، يعيق نموه، يتلف مظهره أو ينقص من جودة الأجزاء القابلة للأكل أو أجزاء الزينة بالنبات.
الكائنات التي تُعتبر «آفات الحديقة» تختلف من بستاني لبستاني؛ لأن البستانيون ربما يملكون أهداف مختلفة. فعلى سبيل المثال، الكبوسين الخلًاب، على الرغم من جماله، إلا إنه يعتبر آفة لو أُضيفت البذور وبدأ في النمو حيث لا يراد ذلك. إذا كانت الجذور مُثَبَتةً بإحكامٍ في الأرض، فإن سحبها لأعلى لا يزيلها: فهي تنمو ببساطةٍ مرة أخرى لتُصبح ما يمكن اعتباره آفة. في مثالٍ آخر، في البساتين، قد يسود وجود الطحلب ويصبح من المستحيل التخلص منه. في بعض البساتين، يصعب التحكم في حشائش البحر وتعتبر آفاتًا؛ حشائش البحر، خاصةً الحشائش البحرية الرطبة جدًا مثل بلتيجيرا(Peltigera) ولاكتوفوليا (lactucfolia) وبي. ممبراناسيا (P. membranacea). على الرغم من ذلك، فإنه يمكن اعتبارحشرة المن، ولعث العنكبوت، والرخويات، والقواقع، والنمل، والطيور وحتى القطط آفات حديقة.
يوجد العديد من الطرق لإزالة الآفات من الحديقة. تختلف التقنيات على حسب الآفة وهدف البستاني وفلسفة البستاني. فعلى سبيل المثال، يمكن التعامل مع القواقع من خلال استخدام المبيدات الكيميائية، المبيدات العضوية، حاجز-انتقاء أو ببساطة بزراعة نبات مقاوم للقواقع.

### السيطرة على آفة الحديقة
على الرغم أن التحكم في الآفة يمكن القيام به من خلال استخدام المبيدات، إلا أن هناك أيضًا طرق طبيعية بشكلٍ أكبر لمنع إصابة الحديقة بالطفيليات المختلفة. ومع ذلك، تختلف طرق السيطرة على الآفة والمنتجات المستخدَمة لذلك بناء على النوع المعين من النباتات ونوع الحشرات. وعلى الرغم أن المبيدات تعلن عن مكافحة آفات الحديقة، فإنه على البستاني إدراك أن «الأصدقاء» مثل: النحل، والخنافس، والطيور يمكن أن يتأثروا بالمبيدات. ومما يثير قلقًا خاصًا هو سُمية حتى الجرعات المنخفضة من المبيدات، خاصةً فئة مبيدات الحشرات (neonicotinoid) التي تكون مميته لـنحل العسل.
ويمكن منع الآفات بسحب النباتات الضعيفة التي تكون قد أُصيبت بالفعل. تساعد التربة الصحية والعضوية أيضًا على تقليل فرص الآفة في الحديقة. وقد اقترح بعض المتخصصين استخدام نشارة الأعشاب البحرية أو رذاذها على النباتات وتقليل موطن الحشرات بتنظيف الحديقة من الحطام والأعشاب. وتباين وتناوب المحاصيل، بالإضافة إلى حفظ ورق الشجر جافًا هي طرق لمنع الآفات في الحديقة. ولدى بعض النباتات خصائص مقاومة الآفات أو جذب الحشرات المفيدة إلى الحديقة. ويسمى استخدامها زراعة رفيق. ويعد تعقيم الأدوات مهمًا أيضًا عند التعامل مع النباتات المصابة ويجب عمل ذلك في كل مرة ينتقل فيها البستاني إلى منطقةٍ أخرى بالحديقة.

## كتابات أخرى

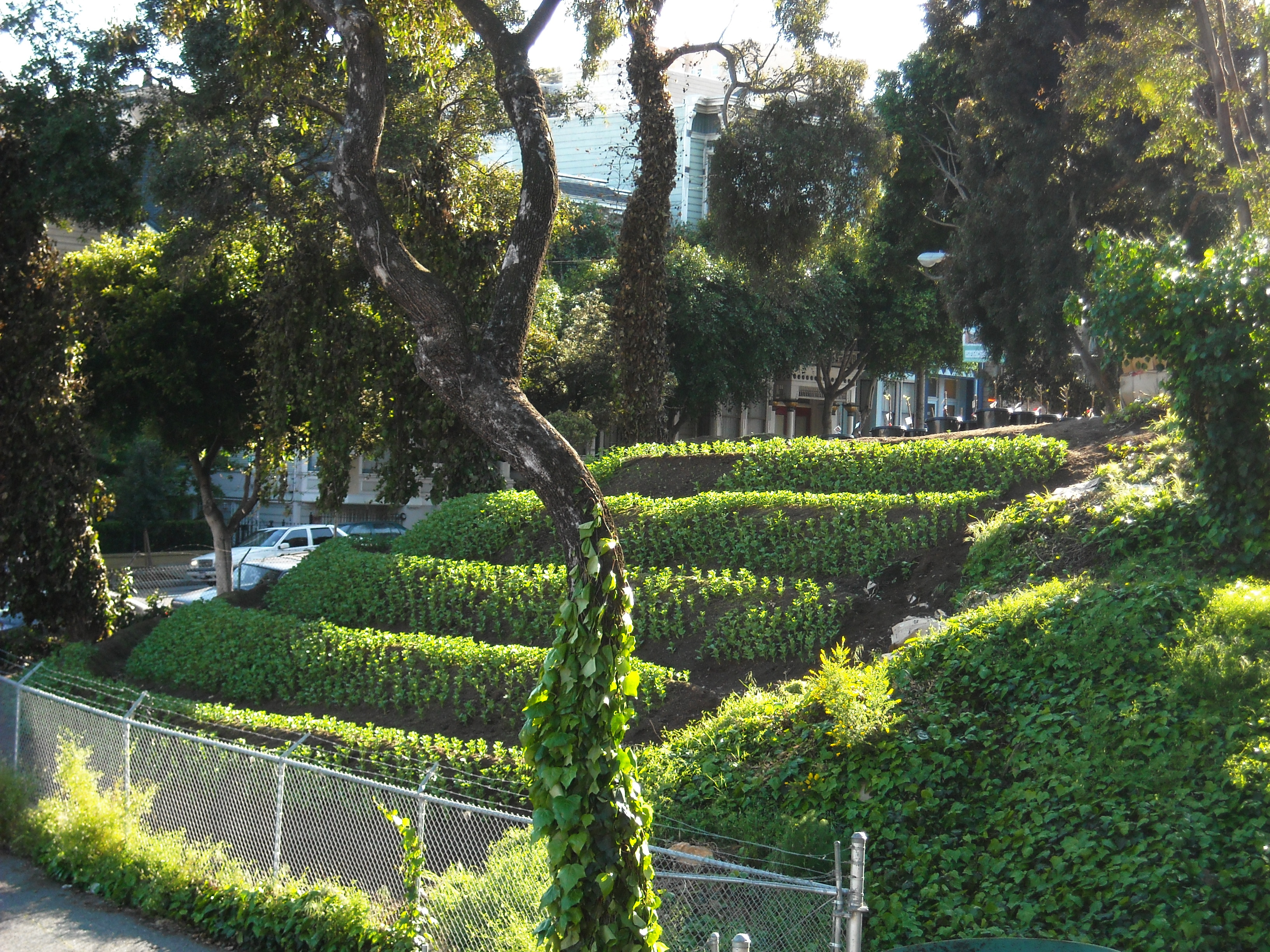
حافة ناتئة للفول زُرعت في مزرعة هايز ادي (Hayes Valley)،وهي مزرعة مجتمعية في منحدرات الطريق السريع المركزي السابق بسان فرانسيسكو (San Francisco).

- J. L. Budd. "American Horticultural Manual Vol1". John Wiley & Sons. مؤرشف من الأصل في 2019-01-07. اطلع عليه بتاريخ 2008-05-11.
- J. L. Budd. "American Horticultural Manual Vol2". John Wiley & Sons. مؤرشف من الأصل في 2019-01-07. اطلع عليه بتاريخ 2008-05-11.
- "Arizona Master Gardener Manual". Cooperative Extension, College of Agriculture, جامعة أريزونا. مؤرشف من الأصل في 2016-10-21. اطلع عليه بتاريخ 2007-08-06.
- Thomas Joseph Dwyer. "Guide To Hardy Fruits And Ornamentals". T. J. Dwyer & Son. مؤرشف من الأصل في 2019-01-08. اطلع عليه بتاريخ 2008-05-11.
- Robert Hogg. "The Fruit Manual". Cottage Gardener Office. مؤرشف من الأصل في 2019-01-08. اطلع عليه بتاريخ 2008-05-11.
- Margaret Willes, The Making of the English Gardener: Plants, books and inspiration 1560-1660 (New Haven (CT), Yale UP, 2011).
- Jeremy Naydler, Gardening as a Sacred Art (London, Floris Books, 2012).

## وصلات خارجية
- رابطة الحدائق الوطنية (الولايات المتحدة الأمريكية)
- زراعة الحدائق على مشروع الدليل المفتوح
- الحدائق صديقة البيئة (Eco friendly Gardening)